# Bartha László (politikus, 1961)
Bartha László (Szolnok, 1961. szeptember 24. –) magyar orvos, sebész, politikus, polgármester, országgyűlési képviselő.

## Életpályája
1980-ban érettségizett Szegeden a Radnóti Miklós Gimnáziumban. 1987-ben diplomázott a SZTE Szent-Györgyi Albert Orvostudományi Kar hallgatójaként. 1987-től a SZOTE Traumatológiai Klinikáján volt baleseti sebész és tanársegéd. 1991-ben sebészeti szakvizsgát tett. 1993-ban elvégezte a Kereskedelmi és Vendéglátóipari Főiskola marketingmenedzser szakát. 1993-ban baleseti sebészeti szakvizsgát tett.

### Politikai pályafutása
1994-ben a Köztársasági Párt országgyűlési képviselőjelöltje volt. 1994–2006 között a Fidesz tagja volt. 1997–2003 között a Fidesz szegedi városi elnöke volt, majd kilépett. 1998–2002 között Szeged polgármestere volt (Fidesz-MDF-MKDSZ). 1998–2002 között az Egészségügyi és szociális bizottság tagja volt. 1998–2006 között országgyűlési képviselő (1998–2002: Szeged; 2002–2006: Csongrád megye, Fidesz) volt. 2002–2006 között az Egészségügyi bizottság tagja volt. 2002–2006 között a Csongrád Megyei Közgyűlés tagja volt.

## Családja
Szülei: Bartha László és Pap Julianna voltak. 1989-ben házasságot kötött Héjjas Edittel. Két lányuk született: Zsanett Virág (1990) és Kata Fanni (1994).